# Euchloe creusa
Euchloe creusa är en fjärilsart som först beskrevs av Doubleday 1847.  Euchloe creusa ingår i släktet Euchloe och familjen vitfjärilar. Inga underarter finns listade i Catalogue of Life.